# Curse of the Hidden Mirror
Curse of the Hidden Mirror är ett album från 2001 av den amerikanska rockgruppen Blue Öyster Cult.
Science fiction-författaren John Shirley har, som på föregångaren Heaven Forbid, skrivit texter till flera av låtarna på albumet.

## Lålista
1. "Dance on Stilts" (John Shirley/Donald Roeser) - 6:05
2. "Showtime" (Eric Bloom/John Trivers) - 4:39
3. "The Old Gods Return" (John Shirley/Eric Bloom/Donald Roeser) - 4:37
4. "Pocket" (John Shirley/Donald Roeser) - 4:17
5. "One Step Ahead of the Devil" (John Shirley/Eric Bloom/Donald Roeser/Danny Miranda/Bobby Rondinelli) - 4:17
6. "I Just Like to Be Bad" (John Shirley/Eric Bloom/Bryan Neumeister) - 3:55
7. "Here Comes That Feeling" (Dick Trismen/Donald Roeser) - 3:22
8. "Out of the Darkness" (John Shirley/Danny Miranda/Donald Roeser) - 5:06
9. "Stone of Love" (Richard Meltzer/Donald Roeser) - 5:49
10. "Eye of the Hurricane" (John Shirley/Eric Bloom/Bryan Neumeister/Donald Roeser/Bobby Rondinelli) - 4:41
11. "Good to Feel Hungry" (John Shirley/anny Miranda/Eric Bloom/Donald Roeser) - 4:13